# 簡東明
古流.阿若巴亞爾（1951年6月4日—2024年3月11日），臺灣政治人物，中國國民黨籍，出生於屏東縣，中文名簡東明，為排灣族原住民，屏東師範專科學校畢業（今國立屏東大學），國立中興大學法商學院（今國立臺北大學）行政研究所碩士。於2008年代表國民黨參選山地原住民選舉區立法委員，當選並連任三屆。
他曾因賄選而被判決當選無效並停職，但後續上訴時改判無罪、職權恢復，最終無罪確定。

## 爭議

### 2008年
簡東明在2008年立法委員選舉中涉及賄選，高雄地方法院檢察署偵結起訴簡東明、其妻國民黨中常委戴錦花、屏東縣服務處主任高正雄、親友及樁腳等人，並聲請沒收賄款四百廿萬元。
此外，國民黨台南市黨部原住民工作會會長許玉美、總幹事金正勝夫妻，涉嫌為簡東明買票被查獲，台南地方法院判處二人4年6月和3年6月徒刑。簡東明本人最終獲判無罪（刑事部分在2013年7月判決無罪確定、民事部分則在2013年12月判決確定。）

### 2016年
2016年立法委員選舉後，簡東明4名樁腳因涉嫌於賄選而遭臺中地檢署搜索住處並聲請羈押獲准，屏東地檢署則搜索並查扣近10萬元現金和投票人名冊，並對涉案的中國國民黨屏東縣三地門鄉和瑪家鄉黨部兩位主任聲押禁見獲准。兩位被告於選舉期間替簡東明抄錄名冊並交付現金新臺幣五千元不等之金額予有投票權人買票賄選。
2016年2月19日檢方依選罷法提出當選無效之訴。2017年6月12日屏東地方法院宣判簡東明違反選罷法判刑5年6個月、褫奪公權6年。2018年1月19日二審判處有期徒刑4年，褫奪公權4年。2019年4月3日，更一審改判無罪，並於4月12日返回立法院。

## 選舉紀錄
| 年度 | 選舉屆數           | 選舉區           | 所屬政黨   | 得票數 | 得票率 | 當選標記 | 備註 |
| ---- | ------------------ | ---------------- | ---------- | ------ | ------ | -------- | ---- |
| 2008 | 第七屆立法委員選舉 | 山地原住民選舉區 | 中國國民黨 | 22,659 | 26.86% |          |      |
| 2012 | 第八屆立法委員選舉 | 山地原住民選舉區 | 中國國民黨 | 28,581 | 24.48% |          |      |
| 2016 | 第九屆立法委員選舉 | 山地原住民選舉區 | 中國國民黨 | 25,940 | 22.96% |          |      |